# Morchies
Morchies – miejscowość i gmina we Francji, w regionie Hauts-de-France, w departamencie Pas-de-Calais.
Według danych na rok 1990 gminę zamieszkiwały 174 osoby, a gęstość zaludnienia wynosiła 26 osób/km² (wśród 1549 gmin regionu Nord-Pas-de-Calais Morchies plasuje się na 1035. miejscu pod względem liczby ludności, natomiast pod względem powierzchni na miejscu 538.).